# Roloway-cerkóf

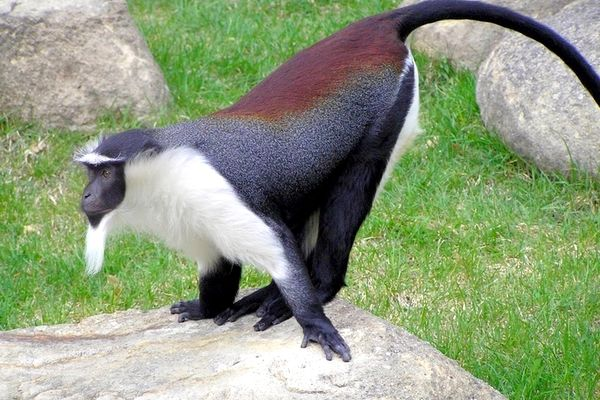

A Roloway-cerkóf (Cercopithecus roloway) az emlősök (Mammalia) osztályának a főemlősök (Primates) rendjéhez, ezen belül a cerkóffélék (Cercopithecidae) családjához és a cerkófmajomformák (Cercopithecinae) alcsaládjához tartozó faj.
A Cercopithecus nemen belül a Diana csoportba tartozik, legközelebbi rokon faja a Diána-cerkóf (Cercopithecus diana) melynek korábban csak alfajának vélték.
Az állat faji önállósága ma sem minden zoológus szerint egyértelmű, sokan még mindig a Diána-cerkóf alfajának vélik.

## Megjelenése
A hímek testhossza 50–55 cm, a nőstényeké 40–48 cm, farokhossza 55–80 cm, a hímek testtömege 3,5-7,5 kg, a nőstényeké 2,2-3,5 kg. Színpompás állat, melynek alapszíne fényes fekete, torka, alkarja és szakálla fehér, hátulsó végtagjai rozsdavörösek, combjának elülső oldalán fehér sávok láthatók.
Közeli rokonától, a Diána-cerkóftól való megkülönböztető jegye, hosszabb, fehér színű szakálla.

## Elterjedése, élőhelye
Nyugat-Afrikában egy nagyon kis területen él, Elefántcsontpart és Ghána erdeiben.
Elsődleges esőerdők fáinak csúcsán él.

## Életmódja
Ez a nappal aktív faj kis - általában egy öreg hím által vezetett - csoportban él. Életmódja messzemenőkig hasonlít más cerkófokéhoz, különösen pedig az apácacerkóf rokonságáéhoz. Szociális szerveződésében testtartása nagyobb jelentőséggel bír, mint arckifejezései. Élénk színű hátsó testfelét gyakran használja jelzésre.
Táplálékát gyümölcsök és rovarok alkotják, de a leveleket, virágokat, hajtásokat, rügyeket, ritkán pedig fák nedveit is fogyasztja.

## Szaporodása
Nászviselkedéséről és ivari magatartásáról csak keveset tudni. A nőstényen ivarzáskor látható duzzanat nem figyelhető meg. Öt hónapi vemhesség után egy kölyök születik, amely kb. féléves koráig szopik, ivaréretté hároméves korában válik.

## Természetvédelmi helyzete
A Roloway-cerkóf egyike Afrika legritkább és leginkább fenyegetett majomfajainak. A fokozódó erdőirtások és a húscélú vadászat miatt a faj az utóbbi évtizedekben eredeti állománynagyságának 20%-ára esett vissza.
A Természetvédelmi Világszövetség ezért Vörös Listáján a "kihalással közvetlenül veszélyeztetett" kategóriába sorolja a fajt.

## Fordítás
- Ez a szócikk részben vagy egészben  a   Roloway-Meerkatze című német Wikipédia-szócikk ezen változatának fordításán alapul.  Az eredeti cikk szerkesztőit annak laptörténete sorolja fel. Ez a jelzés csupán a megfogalmazás eredetét és a szerzői jogokat jelzi, nem szolgál a cikkben szereplő információk forrásmegjelöléseként.

## Külső hivatkozások
- Képek az interneten a Roloway-cerkófról